# Solcreme
Solcreme har til formål at beskytte huden mod den skadelige UV-stråling i sollys. Solcreme indeholder et fysisk filter, et kemisk filter eller en kombination af begge.
Det fysiske filter består typisk af et hvidt metaloxid, som reflekterer UV-strålingen fra hudens overflade. Det fysiske solfilter lægger sig som en hvid film oven på huden. Den hvide film beskytter huden ved at sprede og reflektere UV-strålerne.
Det kemiske filter består af et stof, som i lighed med hudens eget forsvar mod UV, pigmentet melanin, absorberer UV-strålingen. Foruden UV-filteret indeholder solcreme ofte blødgørende og fugtighedsgivende komponenter.
Graden af beskyttelse, som påførelse af en given solcreme giver, angives ved det såkaldte faktortal. Faktor 5 betyder, at man kan opholde sig fem gange så lang tid i solen uden at blive skoldet. Ville man uden solcreme kunne opholde sig en halv time i solen, kan man altså påført faktor 5 solcreme opholde sig toenhalv time i solen.
Den faktiske beskyttelse afhænger imidlertid i høj grad af, hvor tykt solcremen påføres. Faktortallet er derfor i praksis kun en information, som gør det muligt at sammenligne effektiviteten af forskellige solcremer.